# Закон Парето

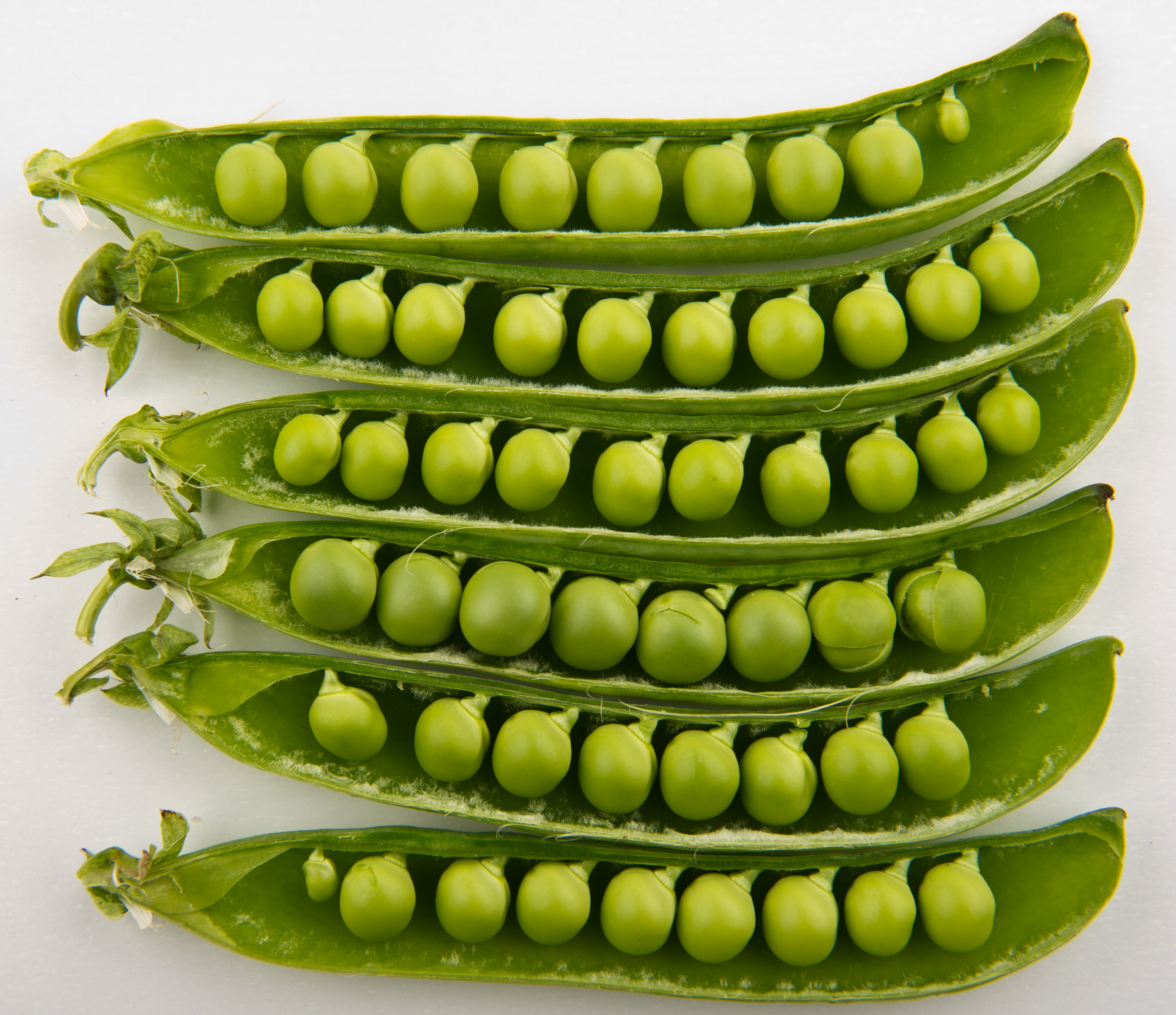
Закон Парето утверждает, что небольшое количество наиболее плодовитых бобов производит большую часть гороха.

Закон Паре́то (принцип Парето, принцип 80/20) — эмпирическое правило, названное в честь экономиста и социолога Вильфредо Парето, в наиболее общем виде формулируется как «20% усилий дают 80 % результата, а остальные 80 % усилий — лишь 20 % результата». Может использоваться как базовая установка в анализе факторов эффективности какой-либо деятельности и оптимизации её результатов: правильно выбрав минимум самых важных действий, можно быстро получить значительную часть от планируемого полного результата, при этом дальнейшие улучшения неэффективны и могут быть неоправданны (согласно кривой Парето).
Приводимые в законе цифры нельзя считать безусловно точными: это скорее просто мнемоническое правило, нежели реальные ориентиры. Выбор чисел 20 и 80 является также данью заслугам Парето, выявившему конкретную структуру распределения доходов среди итальянских домохозяйств, которой и было свойственно сосредоточение 80 % доходов у 20 % семей.

## История

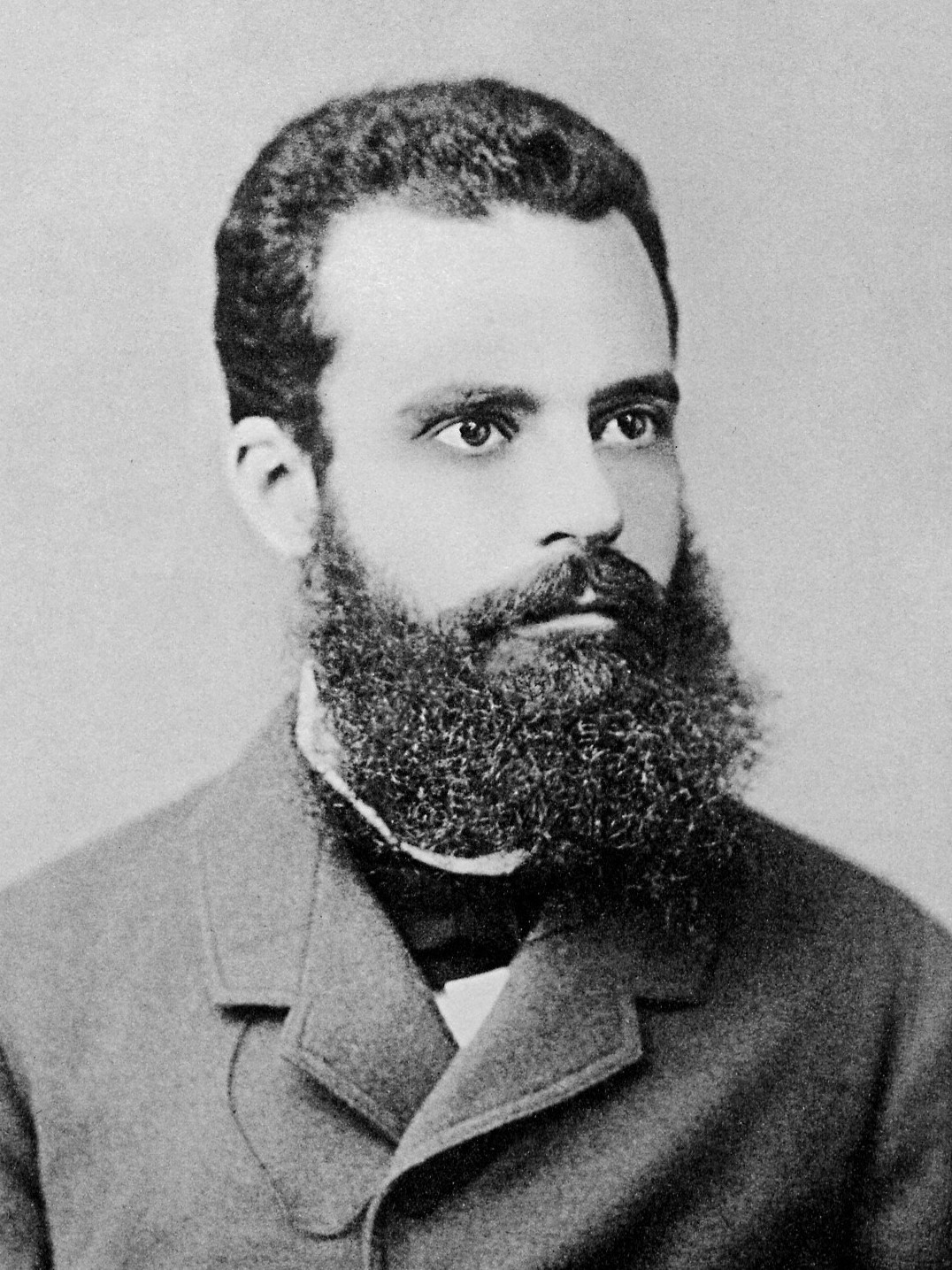
Вильфредо Парето

Как универсальный принцип предложен Джозефом Джураном, который в своей публикации сослался на частную закономерность, выявленную итальянским экономистом и социологом Вильфредо Парето в 1897 году. Идею принципа Парето Джуран изложил в первом издании своего справочника по качеству в 1951 году. Впоследствии в статье «Mea culpa» Джуран рассказал, как он пришёл к этой идее и почему возникло название «принцип Парето», хотя сам Парето никакого принципа не предлагал. В. Парето исследовал конкретные кумулятивные зависимости распределения доходов населения в Италии, которые графически описываются кривой Лоренца, поскольку именно такая зависимость была предложена американским экономистом Максом Отто Лоренцем в 1905 году. По сути, принцип Парето отражает неравномерность распределения причин и следствий в природе. Другим известным показателем степени неравномерности кумулятивного распределения является коэффициент Джини, предложенный итальянским экономистом и социологом Коррадо Джини в 1912 году.
Соблюдение принципа 80/20 очень часто встречается в самых разных областях. Например, во многие времена во многих сообществах оказывалось, что 20 % людей обладают 80 % капитала, в бизнесе зачастую 20 % покупателей или постоянных клиентов приносят 80 % прибыли. Но в этих утверждениях фундаментальными являются не приведённые числовые значения, а сам факт их существенного различия, конкретные цифры степени неравномерности могут быть любыми.

## Примеры проявлений
Наиболее явные проявления подобной эмпирической закономерности:
- значимых факторов немного, а факторов тривиальных — множество — лишь единичные действия приводят к важным результатам;
- бо́льшая часть усилий не даёт желаемых результатов;
- то, что мы видим, не всегда соответствует действительности — всегда имеются скрытые факторы;
- то, что мы рассчитываем получить в результате, как правило, отличается от того, что мы получаем (всегда действуют скрытые силы);
- большинство удачных событий обусловлено действием небольшого числа высокопроизводительных сил, большинство неприятностей связано с действием небольшого числа высокодеструктивных сил;
- бо́льшая часть действий, групповых или индивидуальных, являет собой пустую трату времени. Они не дают ничего реального для достижения желаемого результата.

## Применение закона Парето
Основная сфера использования закона — экономика и менеджмент, хотя он также применим и в политологии. В экономической и социальной сферах данный закон является следствием того, что доходы подчиняются распределению Парето, или, иными словами, степенному распределению. В результате этого также распределение колебаний цен на финансовых рынках, а также цен на товары, такие как, например, автомобили, подчиняется степенному закону. На финансовых рынках финансовые потери, связанные с редкими экстремальными событиями, могут компенсировать или даже превышать частые прибыли, обусловленные обычными колебаниями цен. Этот концепт является фундаментальным в анализе финансовых рисков.
Принцип Парето лежит в основании идеи компьютерных RISC-процессоров (впрочем, неизвестно, опирались ли авторы идеи на известный им принцип или повторно изобрели его сами). В то время как электронная промышленность шла по пути создания всё более сложных микропроцессоров со всё более объёмными системами сложных команд, чтобы обеспечить выполнение как можно большего числа сложных операций одной командой, создатели RISC обратили внимание на тот факт, что в течение большей части машинного времени процессор выполняет команды, составляющие очень небольшое подмножество всей системы команд. Было сформулировано то же правило 20/80 в применении к работе процессора: «в течение 80 % времени работы процессор выполняет 20 % от общего числа реализованных в нём команд». Возникла естественная идея: выбросить из схемы процессора реализацию 80 % редко используемых команд, оставив только 20 % используемых часто, и за счёт упрощения схемы сделать её более производительной.
Виртуализация аппаратных процессов направлена на снижение воздействия закона Парето на производительность системы, прямым тому подтверждением является использование терминальных систем. Однако использование таких систем не вводит их в исключение закона Парето, так как правило 20/80 выполняется, но последствия данного правила зависят от количества клиентов терминальной системы.

## Критика принципа Парето
Анализ принципа Парето позволяет высказать в его отношении две основные претензии:
- в качественной формулировке (то есть без учёта конкретных значений 20/80) закон представляет собой тривиальное наблюдение, согласно которому в ситуации, когда результат складывается из действия множества различных факторов, вклад этих факторов в результат часто бывает различным;
- количественная часть закона математически очевидно некорректна:
  1. действительное распределение вклада большей и меньшей части факторов в реальной жизни бывает каким угодно, и вовсе не обязательно оно равно 20/80;
  2. легко проверить, что конкретные значения распределения меняются даже при анализе одних и тех же данных, достаточно изменить правила группировки выборочных значений.

При этом основное следствие закона Парето, на котором базируется всё его применение (что факторов, дающих наибольший вклад в результат, всегда немного), является лишь эмпирическим наблюдением, которое вовсе не обязано сбываться в каждом конкретном случае.
Данные факты определяют границы применимости закона Парето: он ни в коем случае не должен рассматриваться как непреложный закон природы с конкретно заданными числовыми параметрами. Применение же его в качестве общего принципа, требующего обращать внимание на неравномерность вклада разных факторов в результат и необходимость уделять различное внимание разным по важности факторам, вполне оправданно и полезно.
В применении принципа Парето есть ещё один «подводный камень»: в реально существующих системах такие свойства, как полнота, качество, функциональность, описываются не одним параметром, а некоторой их совокупностью. Даже если распределение вклада различных факторов в каждый из этих параметров по отдельности определяется законом Парето, как правило, вклады одного и того же фактора в различные параметры системы неодинаковы. Один и тот же фактор для одного параметра может относиться к числу малозначительных, для другого — попасть в число определяющих. Поэтому, пытаясь оптимизировать что-либо путём избавления от ненужных частей, оптимизатор должен быть уверен, что учитывает все существенные параметры системы.
Несмотря на то, что «20% усилий дают 80 % результата», часто невозможно организовать деятельность так, чтобы не затрачивать остальные 80 % усилий. В качестве примера можно указать компанию, которая оказывает комплекс услуг заказчику, из которых наиболее прибыльными являются только 20 %; но заказчик не согласен получать только эти услуги, ему необходимы все 100 % (так называемый «ассортиментный ряд»; в том числе, чтоб «было из чего выбрать»). В науке существует аналогичный принцип, который гласит, что «20% учёных совершают 80 % открытий и создают 80 % изобретений, но это было бы невозможно, если бы не было оставшихся 80 % учёных».